# محمد الطراد
محمد الطراد (1945 - ) رجل أعمال وملياردير فرنسي من أصل سوري، ومالك مجموعة الطراد العالمية، تقدر ثروته ب 3.4 مليار دولار أمريكي.
ولد في سورية في محافظة الرقة من قرية الجبلي وينحدر من أكبر العشائر في المنطقة ، ولم تكن لديه إمكانية الوصول إلى المدرسة والعمل. ومع ذلك اختار الدراسة فنجح في دراسته في الرقة، وهي أقرب مدينة، وحصل على شهادة الثانوية العامة. في فرنسا حصل على عدة درجات في الدكتوراه في علوم الكمبيوتر.
وعمل في وظائف هندسية في شركة ألكاتل-لوسنت وتومسون، ثم عمل لمدة 4 سنوات لشركة أدنوك (شركة بترول أبوظبي الوطنية). ثم أسس في فرنسا شركة مرتبطة بالتكنولوجيا, ثم اشترى في عام 1985 عدداً من المؤسسات الصغيرة والمتوسطة المتخصصة في الصقالات.
يمتلك شركات في 14 بلدا ويتحدث ثماني لغات وحصل من فرنسا على وسام جوقة الشرف. ويمتلك أحد أشهر أندية الركبي في فرنسا.

## روابط خارجية
- محمد الطراد على موقع IMDb (الإنجليزية)